# 50th Birthday Celebration Volume Two
50th Birthday Celebration Volume Two est un album du duo formé de Milford Graves et de John Zorn publié par Tzadik. Cet album fait partie de la série 50th Birthday Celebration enregistrée au Tonic en septembre 2003 à l'occasion des 50 ans de John Zorn.

## Titres
| 1.    | Inserted Space     | 8:03  |
| 2.    | Looping Journeys   | 6:55  |
| 3.    | Calling In Proceed | 11:15 |
| 4.    | Deep Within        | 10:46 |
| 5.    | Smooth Interaction | 6:47  |
| 6.    | Talk               | 2:52  |
| 7.    | Synchronicity      | 7:39  |
| 54:17 |                    |       |

## Personnel
- Milford Graves - percussions
- John Zorn - saxophone alto